# Neobisium hermanni
Neobisium hermanni är en spindeldjursart som beskrevs av Beier 1938. Neobisium hermanni ingår i släktet Neobisium och familjen helplåtklokrypare. Inga underarter finns listade i Catalogue of Life.